# 囚禁 (电影)
《囚禁》（英語：Shut In）是一部2022年美國驚悚片，由D·J·克魯索執導，梅拉妮·托斯特編劇，雷尼·庫利、傑克·霍羅威茨、露西安娜·范德特和文森·加洛主演。《囚禁》是每日連線的第一部原創電影，也是在他們的流媒體平台（現為DailyWire+）上發行的第三部影片。
每日連線於2022年2月10日美國東部時間晚上9點在該公司的YouTube頻道舉辦了電影特別放映會（原創首映）。這部電影收到評論家的褒貶不一的評價。

## 剧情
两个孩子的年轻母亲杰茜卡·纳什正在整理她已故祖母的房子（她继承的）的壁橱，以便她可以卖掉它并搬家。然而，她不小心被关住了。她想要让她的小女儿莱内帮她出去，但莱内无法把钥匙拿给她。杰茜卡的前男友罗布和他的朋友萨米出现了，罗布把她救了出来。然而，杰茜卡对罗布把恋童癖的萨米带到她家感到很生气。萨米操纵罗布让他把杰茜卡关回壁橱里，然后他们就离开了。然而，萨米后来又回来了。
杰茜卡设法将萨米骗到壁橱门下，她用莱内早先带给她的螺丝刀将他的手钉在地上，将萨米困在她身边。她喊着让莱内留在楼上陪她的小弟弟梅森，但莱内下楼了。萨米抓住莱内，威胁说如果杰茜卡不释放他就攻击她，但杰茜卡把他的手烧了。这使萨米放走了莱内，而没有伤害她。虽然杰茜卡被迫把火扑灭，以免自己窒息，但萨米的手被严重烧伤和残缺，看来萨米已经死了。
杰茜卡取出螺丝刀，这样她就可以通过天花板爬到二楼逃跑。她把莱内和梅森带到车上，但开始下起了大雨，所以杰茜卡让她的孩子们回到屋里。然而，萨米还活着，他抓住了孩子们。杰茜卡跑回屋里，但萨米用刀抵住了梅森的喉咙。
罗布拿着枪赶来，射中了萨米的头，他和杰茜卡试图和解。然而，杰茜卡意识到，罗布总是把毒品看得比她和孩子更重要，所以她偷喂给他三克冰毒，导致罗布吸毒过量，但在他死之前，他强迫杰西卡吸毒，最后她把他从窗口推下摔死。
一段时间后，杰茜卡和她的孩子们出现在房子里，现在已经清理干净，正在制作和销售她自己的苹果酱（受她母亲的食谱启发）。

## 演员
- 雷尼·庫利（英语：Rainey Qualley） 饰 杰茜卡·纳什
- 傑克·霍羅威茨 饰 罗布
- 文森·加洛 饰 萨米
- 露西安娜·范德特 饰 莱内·纳什
- 艾丹·史泰默 饰 梅森·纳什